# Марков камък
Марков камък е една от забележителностите в околностите на град Елена. Той се намира на около 3 километра южно от града. Камъкът е огромен къс скала и е като че ли закрепен от човешка ръка върху няколко по-малки камъка на билото на рида. Тази необикновена природна даденост му придава представа за някаква незнайна чудодейна сила.
До мястото, където е разположен Марков камък, може да се стигне по стръмна виеща се пътечка, маркирана от ентусиазирани природолюбители. Размерите на камъка са: дължина 6 метра, ширина 3,5 и височина 3,2 м. Огромният камък и местността около него са привлекателен туристически обект в близост до града и често се посещават.
Една от легендите разказва, че Крали Марко бродел по българските земи. Както вървял погледът му, попаднал върху големия къс скала, който се изпречил на пътя му. Огромният камък се намирал на връх Острец. Юначният българин с титанична сила се опитал да го отмести с крак, но камъкът бил добре закрепен. Тогава той го грабнал с ръцете си и го запокитил през долове и ридове на въпросното възвишение. Веднага след това Крали Марко направил няколко огромни крачки и се озовал на място преди да падне камъкът. Подложил няколко по-малки камъка, върху които паднал големият, който го ударил леко по малкото пръстче на ръката, от което потекло кръв, която още може да се види върху камъка.